# Franz Satzinger
Franz Satzinger (* 1935 in Vöcklabruck) ist ein österreichischer Heimatforscher.

## Leben
Franz Satzinger maturierte 1955 am Bundesrealgymnasium Gmunden und trat danach in den Dienst der Stadtgemeinde Vöcklabruck. Nebenberuflich studierte er an der Universität Wien und promovierte 1963 zum Doktor der Rechte. Er war von 1965 bis 2000 Stadtamtsdirektor der Stadtgemeinde Vöcklabruck. Von 1970 bis 2005 war er Geschäftsführer der Fremdenverkehrsförderungs GmbH und engagierte sich zum Kulturgeschehen der Stadt.
Ab 1990 schrieb er regelmäßig Beiträge zur Stadtgeschichte im Vöcklabrucker Rathauskurier.
Weiters machte er ein Studium der Geschichte, Alten Geschichte und Altertumskunde an der Universität Salzburg mit Sponsion 2002 und promovierte 2005 zum Dr. phil. Danach folgte ein Studium der katholischen Fachtheologie an der Universität Salzburg mit Sponsion 2013 und Promotion 2016 zum Dr. theol.

## Publikationen
- Vöcklabruck. Stadtgeschichte. Die landesfürstliche Stadt Vöcklabruck im Attergau im Spannungsfeld zwischen Bayern und Österreich von den Anfängen bis 1850. Kilian Verlag, Vöcklabruck 2006, ISBN 3901745165.
- Die Vöcklabrucker Wappentürme und die Aussage ihrer Wappenfresken aus der Zeit Kaiser Maximilian I. zur Geschichte der landesfürstlichen Stadt des Landes ob der Enns und des Hauses Österreich. Herausgegeben von der Stadtgemeinde Vöcklabruck, Kilian Verlag, Vöcklabruck 2003, ISBN 978-3-901745-07-2.
- Vöcklabruck. Eine Stadt mit Tradition und Zukunft. Herausgegeben vom Tourismusverband Vöcklabruck, Vöcklabruck 2007, 93 Seiten.
- Museumsführer durch das Vöcklabrucker Heimathaus/Stadtmuseum. Heimathausverein Vöcklabruck, Vöcklabruck 2007, 96 Seiten.
- Geschichte der Pfarre Vöcklabruck. Von den Anfängen in das 19. Jahrhundert. Reduzierte Dissertation Doktorat Theologie Universität Salzburg, Wagner Verlag, Linz 2017, ISBN 978-3-903040-26-7.[1]